# Сіріза
Коаліція радикальних лівих — Прогресивний альянс (грец. Συνασπισμός Ριζοσπαστικής Αριστεράς – Προοδευτική Συμμαχία, трансліт. Synaspismós Rizospastikís Aristerás – Proodeftikí Simachía), також СІРІЗА (грец. ΣΥΡΙΖΑ) — коаліція лівоорієнтованих партій Греції, заснована 2004 року. Ядро коаліції формує політична партія Сінаспізмос, її лідери послідовно очолювали коаліцію в Грецькому парламенті: Алекос Алаванос, (2007—2009), Алексіс Ципрас (2009—2023), Стефанос Касселакіс (з 2023). 25 січня 2015 року партія перемогла на парламентських виборах у Греції з результатом 36,34 %, отримавши 149 із 300, і сформувала уряд на чолі з Ципрасом, у коаліції з право-популістською партією «Незалежні греки».
В партії існує крайнє ліве крило на чолі з колишніми членами уряду Ципраса міністром енергетики Лафазанісом та фінансів Варуфакісом, яке влітку 2015 року планувало вивести Грецію з Єврозони та запровадити драхму як національну валюту, що стало відомо як «Грексіт».

## Партії у складі коаліції
На сучасному етапі до складу коаліції входять такі основні партії (перелік наведено у довільному порядку, без урахування впливу та чисельності партії):
| Назва партії                                           | Скорочення      | Ідеологія                                     |
| ------------------------------------------------------ | --------------- | --------------------------------------------- |
| Червоні                                                | ΚΟΚΚΙΝΟ         | комунізм, троцькізм                           |
| Ліва партія робітничого інтернаціоналу                 | ΔΕΑ             | революційний соціалізм, комунізм, троцькізм   |
| Комуністична організація Греції                        | ΚΟΕ             | маоїзм, комунізм                              |
| Демократичний соціальний рух                           | ΔΗΚΚΙ           | соціал-демократія, соціалізм                  |
| Оновлена комуністична екологічна ліва партія           | ΑΚΟΑ            | демократичний соціалізм, єврокомунізм, зелені |
| Сінаспізмос                                            | ΣΥΝΑΣΠΙΣΜΟΣ     | демократичний соціалізм, єврокомунізм, зелені |
| Рух об'єднаних у діях лівих                            | ΚΕΔΑ            | комунізм                                      |
| Активні громадяни                                      | ΕΝΕΡΓΟΙ ΠΟΛΙΤΕΣ | демократичний соціалізм, патріотизм           |
| Ксекініма — Організація соціалістичного інтернаціоналу | ΞΕΚΙΝΗΜΑ        | марксизм, троцькізм                           |
| Екосоціалісти                                          | ΟΙΚΟΣΟΣΙΑΛΙΣΤΕΣ | екосоціалізм, ліві зелені                     |
| Ліво-радикальна група                                  | ΡΟΖΑ            | люксембургіанство, фемінізм                   |

1. ↑  8 червня 2010 року 4 з 5 депутатів Оновленої комуністичної екологічної лівої партії оголосили про вихід зі складу фракції СІРІЗА у Грецькому парламенті[9]

## Результати на виборах
| Рік  | Тип виборів        | Кількість голосів | %       | Кількість депутатів |
| ---- | ------------------ | ----------------- | ------- | ------------------- |
| 2004 | Грецький парламент | 241 539           | 3,3 %   | 6                   |
| 2007 | Грецький парламент | 361 211           | 5,04 %  | 14                  |
| 2009 | Європарламент      | 240 898           | 4,70 %  | 1                   |
| 2009 | Грецький парламент | 315 627           | 4,60 %  | 13                  |
| 2012 | Грецький парламент | 1 054 751         | 16.77 % | 52                  |
| 2015 | Грецький парламент | 2 246 064         | 36,3 %  | 149                 |
| 2019 | Грецький парламент | 1 781 174         | 31,5 %  | 86                  |